# 哈珀敦 (加利福尼亞州)
哈珀敦（英語：Harpertown）是位於美國加利福尼亞州克恩縣的一個非建制地區。該地的面積和人口皆未知。

## 地理
哈珀敦的座標為35°17′41″N 118°55′24″W / 35.29472°N 118.92333°W，而該地的平均海拔高度為121米（即397英尺）。